# Melastomataceae
Melastomataceae is een botanische naam, voor een familie van tweezaadlobbige planten. Een familie onder deze naam wordt universeel erkend door systemen van plantentaxonomie.
In het APG-systeem (1998) is de familie iets kleiner is dan in de traditionele opvatting: veel planten worden namelijk afgesplitst naar de familie Memecylaceae. In het APG II-systeem (2003) zijn er twee toegestane manieren om de familie te omschrijven, namelijk inclusief of exclusief Memecylaceae. De Angiosperm Phylogeny Website [7 jan 2008] gaat uit van de omschrijving in enge zin.
Het gaat om een grote familie van enkele duizenden soorten, die voorkomen in de tropen. Een bekende soort die als sierplant wordt toegepast is Medinilla magnifica. Andere soorten zijn Medinilla beamanii, Medinilla cummingii, Medinilla myriantha, Medinilla speciosa en Medinilla venosa.
In het Cronquist-systeem (1981) en het Wettstein-systeem (1935) is de plaatsing eveneens in de orde Myrtales.